# Шипіоне Маффеї
Шипіоне Маффеї (італ. Scipione Maffei; 1 червня 1675, Верона — 11 лютого 1755, там же) — італійський поет, археолог і мистецтвознавець; автор численних статей і театральних п'єс. Як археолог, став засновником веронського музею-лапідарію (1714), названого його ім'ям. Його сім'я була родом з Болоньї.

## Твори
- «Della scienza chiamata cavalleresca» (Рим, 1710 — дослідження про звичаї стародавніх при сварках приватних осіб);
- написана у французькому стилі трагедія «Merope» (Модена, 1714);
- комедія «Le cerimonie», «Verona illustrata» (Верона, 1731-32; 1825-27);
- вірші

Твори видавалися в Венеції в 1790.